# پابلو کریستیانی
پابلو کریستیانی (انگلیسی: Pablo Christiani) فردی یهودی در قرن ۱۳ میلادی بود که در یک خانواده معروف یهودی به نام شائول به دنیا آمده بود. او به مسیحیت گروید. بعضی او را شاگرد ربی الیزر میدانند. او با یک زن یهودی ازدواج کرد و از او صاحب فرزند شد. او بعد به مسیحیت گروید و زن و فرزندانش را نیز مسیحی کرد. در سال ۱۲۶۳ او به همراه نیکولاس دودین تلاش برای ممنوعیت کتاب تلمود کرد. او معتقد بود مطالب تلمود غیرمنطقی است. او تلاش کرد که یهودیان را مسیحی کند ولیکن در این امر موفق نشد. او ولیکن از تلاش خود دست برنداشت و به مسافرتهای زیادی برای مسیحی کردن یهودیان رفت. با اینکه کریستیانی تلاش زیادی نمود، تلاشهایش نتیجه کمی داشت و از این رو به نزد پاپ کلمنت چهارم رفت و از تلمود بدگویی کرد. او اظهار کرد که تلمود به عیسی و مادرش مریم تهمت می‌زند. پاپ دستور داد که تلمود برای مطالعه به کشیشهای مخصوصی فرستاده شود. شورایی به دستور شاه تشکیل شد و کریستیانی نیز عضو آن بود. این شورا تمام مسائل ضد مسیحی را از تلمود سانسور کرد. در سال ۱۲۶۹ کریستیانی به کمک شاه فرانسه دستور داد که تمامی یهودیان نشان مخصوص به لباس خود بچسبانند.